# Roque del Este
Roque del Este is een onbewoond eiland (6,45 hectare groot, hoogste punt 84 meter boven zeeniveau) op 12 kilometer ten noordoosten van Lanzarote, in de Canarische Eilanden (Spanje), dat deel uitmaakt van de Chinijo-archipel. Het eiland behoort, net als de rest van laatstgenoemde archipel, tot de gemeente Teguise.